# Lecanodiaspis dilatata
Lecanodiaspis dilatata är en insektsart som först beskrevs av Walter Wilson Froggatt 1915.  Lecanodiaspis dilatata ingår i släktet Lecanodiaspis och familjen Lecanodiaspididae. Inga underarter finns listade i Catalogue of Life.